# Le Manitoba ne répond plus
Pour l'album musical, voir Gérard Manset.
Pour les articles homonymes, voir Manitoba (homonymie).
Le Manitoba ne répond plus, d'Hergé (dessin et scénario), est le troisième album de la série de bande dessinée Jo, Zette et Jocko.

## L'histoire

### Résumé

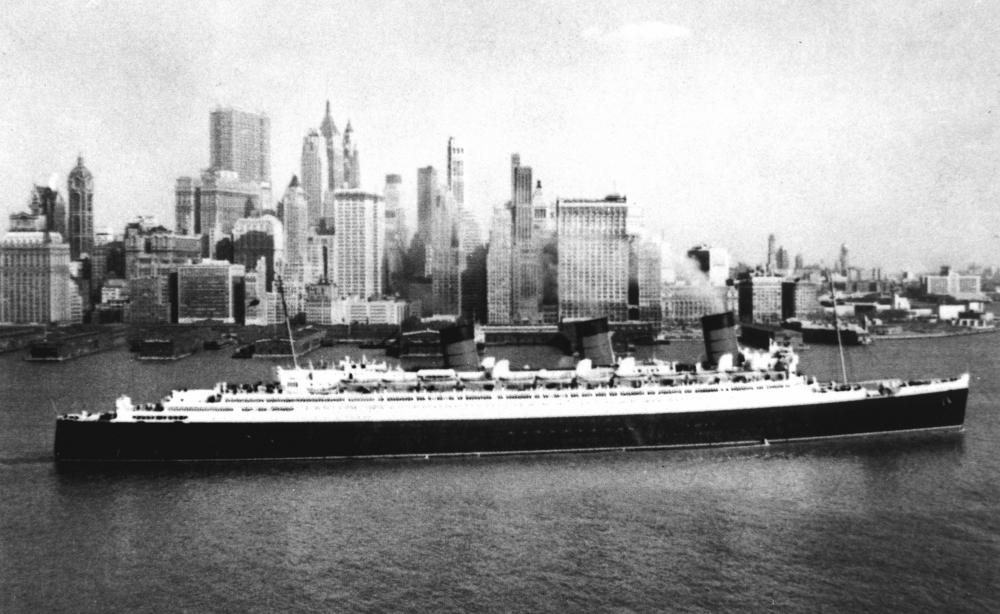
Le paquebot Queen Mary devant New York en 1936.

Le paquebot transatlantique Manitoba est victime d'une mystérieuse affaire : alors qu'il effectue la traversée reliant New York à Liverpool, les moteurs et la radio tombent subitement en panne et les personnes à bord tombent endormis. À leur réveil, tous les objets de valeur ont disparu, et semblent avoir été volés par des pirates.
Au même moment Jo, Zette et Jocko passent leurs vacances au bord de la mer. En balade sur la plage avec une barque, ils se retrouvent égarés à cause de la brume et se sont recueillis par le sous-marin des pirates en question. Quelques heures plus tard, ils sont amenés dans une base sous-marine par le pirate Hawk, et ils rencontrent un savant fou, dirigeant les pirates, qui a mis au point des appareils capables d'envoyer des rayons paralysants. Jocko puis Jo explorent discrètement la base secrète qui se révèle immense et découvrent les hangars du sous-marin et d'un char amphibie. Amenés devant le savant ils découvrent son projet : se servir d'eux comme cobaye en les liant à un robot, les vols des paquebots finançant ses inventions. Grâce à Jocko, le savant perd le contrôle du robot et à la suite d'un coup sur la tête, devient fou. Hawk prend alors le commandement et ordonne de se débarrasser des enfants.

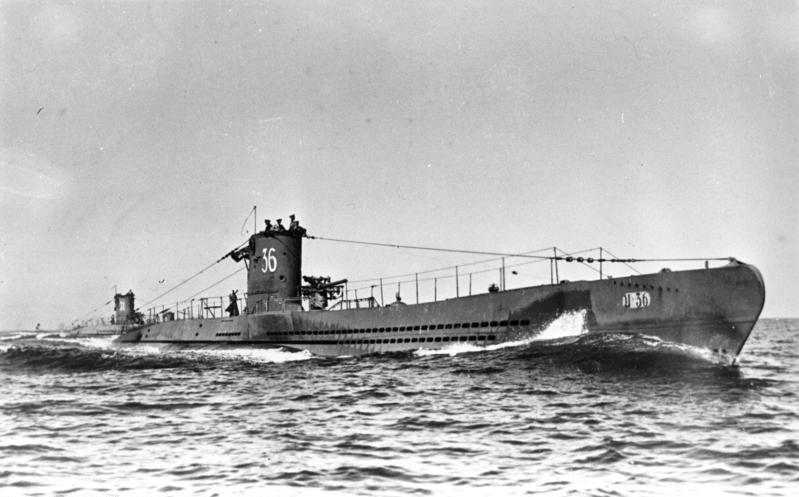
Un U-Boot (U-36) en 1936.

Dans la confusion, le savant reprend ses esprits et Jo et Zette informent le paquebot Washington de l'intention des pirates de l'attaquer. Les autorités, averties, placent le croiseur Eagle en protection du paquebot. Mais le sous-marin pirate réussit malgré tout à piller le Washington, mais ne récupère que de la limaille de fer et non de l'or. Furieux, le savant souhaite s'en prendre aux enfants qui prennent la fuite dans le char sous-marin. 
Hawk et le capitaine du sous-marin les pourchassent dans les abysses, mais Jo, Zette et Jocko arrivent à s'échapper, et ils débarquent sur une petite île. Rapidement attrapés par les indigènes, il se révèle que ses derniers sont anthropophages. Grâce à l'intervention de Jocko et des autres singes de l'île, ils arrivent à se réfugier dans le char, et grâce à l'effet du rayon mystère, deviennent vénérés par les indigènes, mais n'ont aucune possibilité de quitter cette île.

### Personnages
- Jo Legrand
- Zette Legrand
- Jocko
- M. et Mme. Legrand
- Hawk
- Le capitaine du sous-marin
- Le savant fou, chef des pirates

## Versions
Le Rayon du mystère, autre nom de l'album, a été édité sous quatre versions :
1. La version originale en bichromie noir et rouge parue dans Cœurs vaillants à partir du 19 janvier 1936, et dans Âmes vaillantes à partir du 10 mars 1938 ;
2. Suivie de la version parue dans Le Petit Vingtième à compter du 22 octobre 1936, réédité sous le titre Jo et Zette, éditions en noir et blanc, vol. 1 ;
3. La version en bichromie parue dans le Journal de Tintin entre 1946 et 1948 ;
4. L'édition colorisée en album, parue en 1952.

## Origines

### Pré-publication
Bien qu'il soit aujourd'hui le 3e album de la collection Les Aventures de Jo, Zette et Jocko, l'histoire du Manitoba ne répond plus fut le premier à être publié. En 1930, les éditions Fleurus publient Tintin dans Cœurs vaillants. Fin 1935, Hergé reçoit la visite des abbés Gaston Courtois et Jean Pihan. Ils reprochent à Tintin l'absence de cellule familiale et demandent ainsi à Hergé de concevoir une nouvelle série. Hergé s'acquitte de cette commande en imaginant Jo, Zette et Jocko. Jo porte le diminutif de Georges, le vrai prénom d'Hergé. Zette, porte, elle, le diminutif de la mère d'Hergé, Elizabeth. Enfin, le singe Jocko était la peluche favorite de Germaine, la femme d'Hergé.
Le 19 janvier 1936, paraît ainsi dans Cœurs vaillants les premières pages de Le Rayon du mystère (qui deviendra le diptyque Le Manitoba ne répond plus et L'Éruption du Karamako). Les dernières pages de l'actuel album sont publiées le 20 septembre 1936, l'histoire se clôturerant 20 juin 1937. À partir du 22 octobre 1936, l'histoire est publiée dans le Le Petit Vingtième jusqu'au 10 mars 1938, ainsi que dans l'hebdomadaire Âmes vaillantes (sous le nom Le Rayon invisible) du 8 décembre 1938 au 2 mai 1940.

### Contexte historique et scientifique

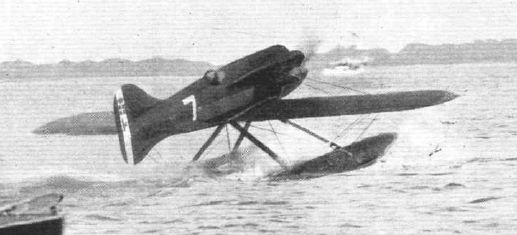
Un Macchi M.67, proche des hydravions de la chasse américaine.

L'album est publié en 1936: A cette époque le transport maritime transatlantique se fait par paquebots , certains étant de véritables villes pourvues de "beaux quartiers" et de boutiques de luxe (le Rex, le Normandie, le Queen Mary) sur lesquels prenaient passage une clientèle de milliardaires, de têtes couronnées et de célébrités de la scène et de l'écran; Les avions n'ont pas encore le rayon d'action nécessaire  (même avec une escale en Islande ou à Terre-neuve pour ravitailler en carburant) pour assurer un service commercial transatlantique fiable au quotidien. Les vols transatlantiques sans escale de Lindbergh ou du tandem Costes et Bellonte sont avant tout des exploits technico-sportifs, une préfiguration de l'avenir (On retrouve le thème du vol transatlantique dans un autre opus de la série Jo et Zette Destination New-York).
L'arme sous marine , déjà une menace redoutable durant la première guerre mondiale, a progressé en efficacité et en létalité et pose d'épineux problèmes d'adaptation aux marines de surface traditionnelles (US Navy, Royal Navy, Marine Nationale). En violation du traité de Versailles, l'Allemagne hitlérienne a créé des écoles de sous-mariniers et relancé la production de sous-marins modernes dans ses chantiers navals. La presse de l'époque s'en fait naturellement l'écho.
La robotique , la création de machines humanoïdes capable de suppléer ou de remplacer l'homme est un thème à la mode: Le mot "Robot" est une création relativement récente (1921) de deux fameux auteurs de théâtre et de science-fiction tchèques Karel Capek et son frère Josef qui ont écrit une pièce de théâtre à succès  R.U.R. (Les Robots Universels de Rossum)  traduite et jouée dans le monde entier. Trois ans seulement après la parution de l'album , lors d'une exposition universelle à New York , la puissante firme d' ingénierie américaine Westinghouse présente un robot humanoïde fonctionnel (ou presque), nommé Elektro, assez semblable au robot sorti de l'imagination de Hergé, et doté de quelques fonctionnalités étonnantes pour l'époque : parler (7000 mots préenregistrés) se déplacer (il promène un chien robot nommé Sparko) fumer une cigarette...etc
Le thème du savant fou, mégalomane, démiurge cherchant à dominer le mode est ancien, mais les démonstrations volontairement spectaculaires et médiatisées de Nikola Tesla  inventeur de l'alternateur (mort à demi fou en 1943) ont donné un nouvel élan à ce thème dans la littérature populaire, en particulier aux États-Unis.
Le thème du rayon paralysant, capable de stopper toute espèce de machine ou de moteur, ou du « rayon de la mort » est aussi très présent dans les années de « montée des périls » qui précèdent la seconde guerre mondiale. Des rumeurs parties d' Allemagne suivant lesquelles des touristes anglais voient leur voiture paralysée par des ondes radio à haute densité...jusqu' au signal de fin d'expérience signifié par un policier... circulent avec tant d'insistance que les services de renseignement britanniques s'en saisissent et consultent leurs savants, dont le jeune et brillant physicien Reginald Victor Jones, lesquels concluent à une impossibilité (la densité d'énergie radiante est techniquement inatteignable à grande échelle). Toutefois ces rumeurs auront une descendance féconde: Les savants anglais, dont Robert Watson Watt, stimulés par ce défi, perfectionnent le radar (déjà inventé à cette date, le paquebot Normandie lancé en 1936 était équipé d'un détecteur d'icebergs basé sur ce principe) et en font un moyen de détection militaire valable.
Les gaz paralysants et / ou mortels sont aussi un thème fréquent dans la science-fiction et dans l'actualité de l'époque Mussolini n'a pas hésité à s'en servir dans sa conquête de l'Abyssinie et le souvenir de leur utilisation lors de la Grande guerre est encore dans toutes les têtes.
La conquête des grands fonds (thème exploré par Jules Verne dans Vingt Mille Lieues sous les mers, puis exploité par Arthur Conan Doyle dans Le Gouffre Maracot) est en marche ; il n'existe pas encore de bathyscaphes fonctionnels (inventés par le professeur Auguste Piccard en 1948), mais les savants américains Beebe et Barton ont déjà atteint des profondeurs de quasiment 1000 mètres dans leur bathysphère descendue dans les grands fonds au bout d'un câble au large des Bermudes.
Hergé, passionné par l'actualité scientifique et technique, et conscient de l'esprit de l'époque (fascination mais aussi inquiétude  concernant  la vitesse, les records, les inventions et les armes nouvelles) a introduit dans cet album des thèmes qui sont typiques de la bouillonnante période qui précède la seconde guerre mondiale en s'efforçant de les mettre à portée de ses jeunes lecteurs, faisant ainsi œuvre de vulgarisation scientifique...avec une touche de fantastique.

## Suite
La suite s'appelle L'Éruption du Karamako, 1952,  (ISBN 2-203-31104-5).

## Adaptation
Les Aventures de Jo, Zette et Jocko n'ont jamais été adaptées au cinéma ou à la télévision. Néanmoins pour le scénario du film d'animation Tintin et le Lac aux requins, Greg a avoué s'être inspiré de l'album Le « Manitoba » ne répond plus. Tintin et deux enfants rencontrés au début du film (Niko et Nouchka) se retrouvent prisonniers d'un savant fou dans une cité sous-marine, et utilisent notamment un char sous-marin.